# You Could Have It So Much Better
You Could Have It So Much Better — второй студийный альбом шотландской группы Franz Ferdinand, релиз которого состоялся 3 октября 2005 года, альбом достиг первой строчки британского и восьмой — американского чарта, став, таким образом, ещё более успешным, чем дебютная пластинка группы. Пластинка стала первой для Domino Records и группы, попавшей в Top 10 на первой неделе продаж в Великобритании.
Запись You Could Have It So Much Better проходила в Глазго и Нью-Йорке под руководством продюсера Рича Кости.
Обложка альбома является коллажем на основе знаменитого портрета Лили Брик авторства Александра Родченко.

## Список композиций
Авторы всех песен — Алекс Капранос, Ник Маккарти, Боб Харди и Пол Томсон. Вокал — Алекс Капранос, если не указано иное.
1. «The Fallen» — 3:42
2. «Do You Want To» — 3:38
3. «This Boy» — 2:21
4. «Walk Away» — 3:36
5. «Evil and a Heathen» — 2:05
6. «You’re the Reason I’m Leaving» — 2:47
7. «Eleanor Put Your Boots On» — 2:49
8. «Well That Was Easy» — 3:02
9. «What You Meant» — 3:24
10. «I’m Your Villain» — 4:03
11. «You Could Have It So Much Better» — 2:41
12. «Fade Together» — 3:03
13. «Outsiders» — 4:02

### Би-сайды
- «Get Away»
  - Вокал — Маккарти
- «Your Diary»
- «Fabulously Lazy»
  - Вокал — Маккарти
- «Sexy Boy»
  - Песня группы Air.
- «Brown Onions»
- «Jeremy Fraser»
  - Вокал — Маккарти
- «Wine in the Afternoon»
- «Ghost in a Ditch»
  - Вокал — Маккарти
- «What You Meant» (акустическая версия)

## Участники записи
- Алекс Капранос (Alex Kapranos) — вокал, гитара
- Ник Маккарти (Nick McCarthy) — ритм-гитара, клавишные, бэк-вокал
- Боб Харди[англ.] (Robert Hardy) — бас-гитара
- Пол Томсон (Paul Thomson) — ударные, бэк-вокал